# グスタフ2世アドルフ (スウェーデン王)
グスタフ2世アドルフ（スウェーデン語: Gustav II Adolf, 1594年12月9日（グレゴリオ暦12月19日） - 1632年11月6日（グレゴリオ暦11月16日））は、ヴァーサ朝第6代国王（在位：1611年 - 1632年）。グスタフ・アドルフとも呼ばれる。
スウェーデン王カール9世と2度目の王妃クリスティーナの息子。娘は後のスウェーデン女王クリスティーナ。グスタフ2世アドルフの時代からおよそ1世紀の間のスウェーデンは、「バルト帝国時代」と呼称されている。1965年に発行された100クローネ紙幣に肖像が使用されていた。

## 生涯

### 生い立ち
王太子時代にロシア・ツァーリ国の内戦（大動乱）に介入し、1617年にストルボヴァの和約でツァーリ位放棄の代償にイングリア・カレリアなどを獲得した。スウェーデンの大国時代はこの頃から始まるという意見が多い。これはオランダ（ネーデルラント連邦共和国）が行った軍政改革（軍事革命）をスウェーデンが取り入れ、グスタフ2世アドルフによって実践されたことも挙げられる（グスタフ2世アドルフの改革は、むしろ三十年戦争の経過によってもたらされたとも言われている）。

### バルト海制覇
1611年に即位したが、その時スウェーデンはデンマーク王国とカルマル戦争のさなかであったため、戴冠式を挙行したのは1617年になってからであった。カルマル戦争では虚しくも敗北を喫し、1613年のクネレド条約によってデンマーク王国に対して賠償金を支払わなければならない状況となった。その後、ドイツの貴族の娘マリア・エレオノーラとの結婚を名目に1620年にドイツ各国を訪問しているが、実際にはドイツの軍事施設の視察を行い、帰国後に軍事改革を実行し、オランダの軍事理論を取り入れることを試みた。

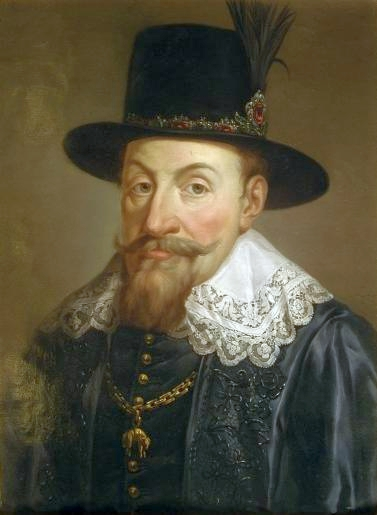
ジグムント3世ヴァーサ

グスタフ2世は次にスウェーデン王位を要求していた自らの従兄にあたるジグムント3世ヴァーサのポーランドとの戦争に全力を挙げる。緒戦はリガを攻略し、事実上リヴォニア（リーフランド）を征服し、東プロイセンを制圧するなど優勢であったが、巻き返しのためにポーランド軍の指揮官となったスタニスワフ・コニェツポルスキの前に劣勢に立たされることとなり、コニェツポルスキとの一連の戦いではグスタフ2世は惨敗につぐ惨敗という屈辱を味わい、3度にわたり危ういところで死を免れた。コニェツポルスキとの戦闘以外でもグスタフ2世は幾度に渡り負傷し、特にチェフの戦いでは自軍の形勢は有利であったが頸部と右腕を狙撃されて落馬し、とどめを刺される寸前で九死に一生を得た。この時止めを刺されていれば、ポーランド側が決定的な勝利を収めていた。この戦傷は重く、以後グスタフ2世は金属製の甲冑を着ることができなくなり、右腕も不自由となった。
それでもスタニスワフ・レヴェラ・ポトツキを相手にしたグジュノの戦いでの勝利後、グスタフ2世はポーランドへの再侵攻をかけたものの、最大の決戦プツクの戦いでは、巧みな外交術で神聖ローマ帝国からの兵と物資の支援を受けていたコニェツポルスキ軍の前に総崩れになると、スウェーデンのポーランド征服の野望は夢と潰えた。戦争後期は、グスタフ2世は幾度となく負傷させられるなど、ポーランド軍との兵力差から劣勢を強いられることとなった。名君であり、名将であったグスタフ2世であったが、コニェツポルスキの前ではその名声も翳ってしまうこととなった。コニェツポルスキの軍は敵国スウェーデンの軍制を積極的に研究・分析して自軍の火力の増強なども行っており、グスタフ2世が行った軍政改革の逆手を取られたと言える。
しかしそれまで多数の国々と大きな戦争を休むことなく行っていたポーランドは、余勢を駆って占領地を奪回することはおろか、スウェーデン本土まで侵攻するほどの財政上の余力がなく、ポーランドのあちこちにとどまるスウェーデン駐留兵全てをバルト海まで追い立てるほどの財政的見通しさえ危うくなっており、両国には長引く戦争に厭戦気分が蔓延した。グスタフ2世にとっては傭兵軍の編制により戦争の継続は不可能ではなかったが、コニェツポルスキ相手では勝ち目がないことや、本格的な三十年戦争介入のために休戦協定を結ぶこととなった。このためスウェーデンを同盟者としたがっていたフランスの調停もあって、スウェーデンに有利な休戦条約「アルトマルクの和議」が成立した。この点においてグスタフ2世は、君主としてポーランドに先んじることに成功した。軍政改革は未だ途上であったものの、外交上における君主制の強みを発揮し、ポーランド側から譲歩を引き出させることに成功した。これが一政治家に過ぎない敵将官と国家の全権を担う君主との差であった。
スウェーデンはポーランドからスウェーデン王位要求の保留（ジグムント3世はグスタフ2世の王位を承認はしなかったが、その王位は名目上に過ぎず、消極的な保留は、事実上ジグムント3世からの要求を断念させたことと同義であった）と、リーフランドの獲得、メーメル・ダンツィヒ平原の諸都市における徴税権を獲得した（プロイセン船舶関税）。ただし、1632年にグスタフ2世が死ぬと、これら諸都市の徴税権は1635年にポーランドに返還されている。
グスタフ2世にとっては、コニェツポルスキ率いるポーランド軍の思わぬ反撃と疫病の蔓延、海戦での敗北など苦戦の連続であった。しかしリーフランドの確保と、外交的勝利によって、スウェーデンの勢力とバルト海への影響力を維持させる事だけは出来た。そして強国と知られていたポーランド・リトアニア共和国から領土を事実上獲得した事は、ヨーロッパでの名声を高めることとなった。
グスタフ2世がポーランド征服に失敗した理由は、当然コニェツポルスキによる優れた戦術、戦略もあったが、神聖ローマ帝国及びその皇帝位を帯びるハプスブルク家の存在があった。グスタフ2世が神聖ローマ帝国で行われている三十年戦争への介入をポーランド戦役で決意したのも、ポーランド・ヴァーサ家とハプスブルク家によるカトリックの強い連携と、神聖ローマ皇帝によるバルト海制覇への野心のためであった。こうしたハプスブルク家の野心を打ち砕くためにも、グスタフ2世はポーランドへの野心を諦め、プロテスタント救済と、自らの情念であるスウェーデン普遍主義（ゴート起源説）の達成のために、その標的を神聖ローマ帝国及びカトリック教会へと向けて行くこととなる。
グスタフ2世の三十年戦争における戦略は、すでに1620年代から開始されており、1624年にはフランスが主導となった対ハプスブルク同盟（ハーグ同盟）への連名、1628年にはデンマーク王クリスチャン4世と同盟を締結し、シュトラールズントを解放している。そして1630年のポメラニアへの上陸、翌1631年にフランスとの軍事同盟の締結によって、本格的に三十年戦争への参戦に至ることとなる。

### 三十年戦争への介入と戦死

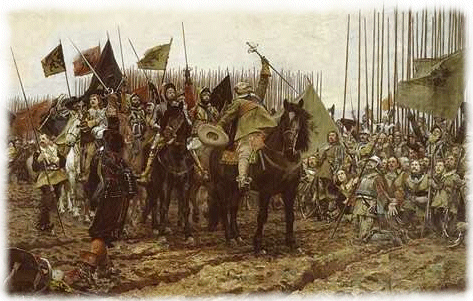
三十年戦争への出陣

1630年にはドイツに攻め入った。翌1631年にはフランスとベールヴァルデ条約を結び、満を持した。スウェーデン軍はこの後もバイエルン選帝侯領へ南下してブライテンフェルトの戦いでティリー率いる皇帝軍に勝利、続くレヒ川の戦いでティリーを討ち取り、バイエルンを侵略して皇帝軍を追い詰めていった。

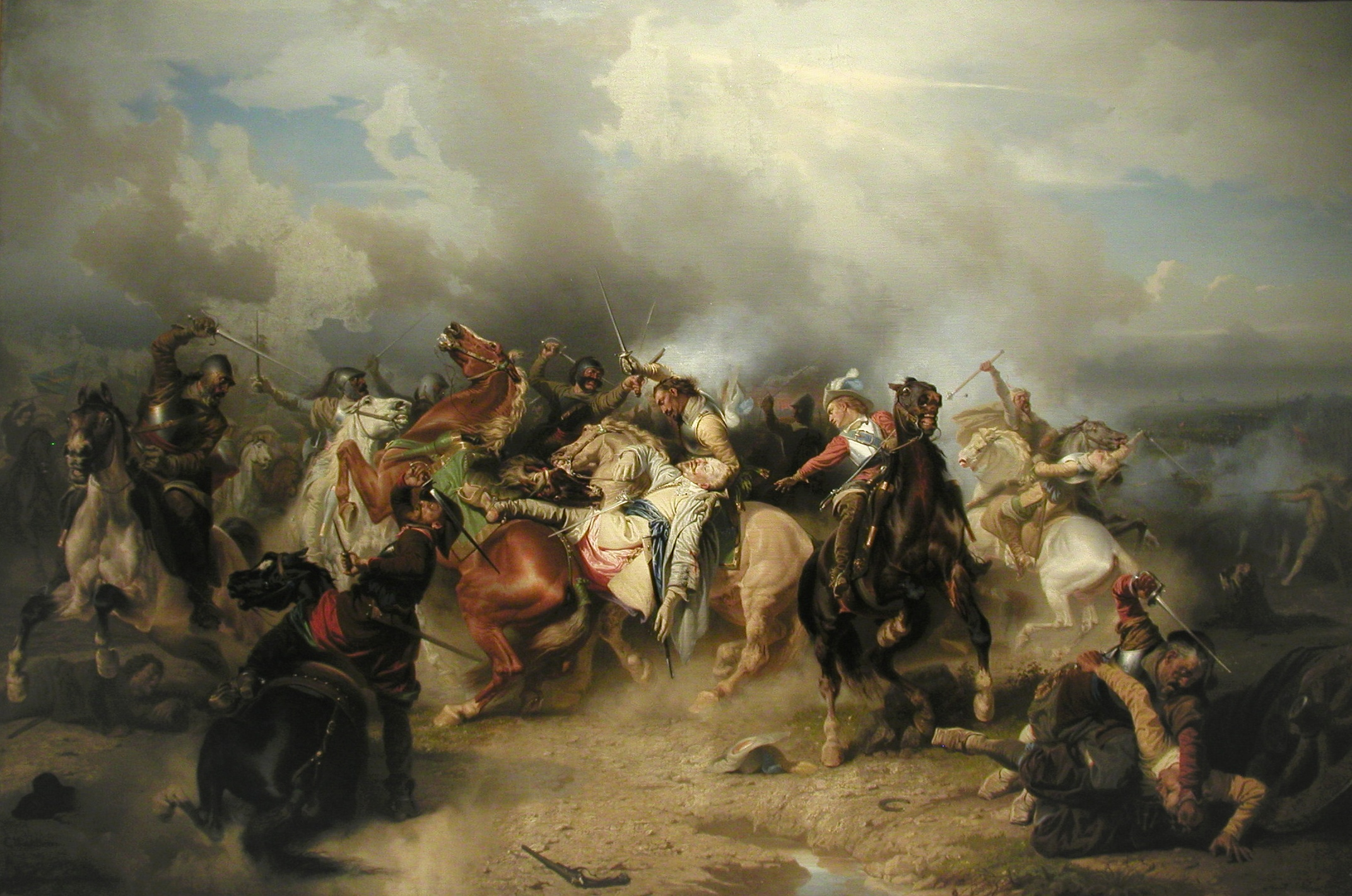
リュッツェンの戦いでの戦死

グスタフ2世はバイエルンに進軍し、スウェーデン軍を中心としたプロテスタント軍でヴァレンシュタインの皇帝軍に幾度か決戦を挑んだが、いずれも迎撃に遭い、膠着状態に陥った。グスタフ2世にとっては、これは三十年戦争において事実的な初めての敗退であり、軍事的なダメージは微々たる物であったが、政治的には深刻なダメージであった。一方、ヴァレンシュタインはこの戦況を生かすべく日和見な態度を取るザクセンへと兵を向けた。グスタフ2世はその途上でヴァレンシュタインが皇帝軍を分割したのを察知し、決着を着けるべくヴァレンシュタインの元へと強行軍を行った。

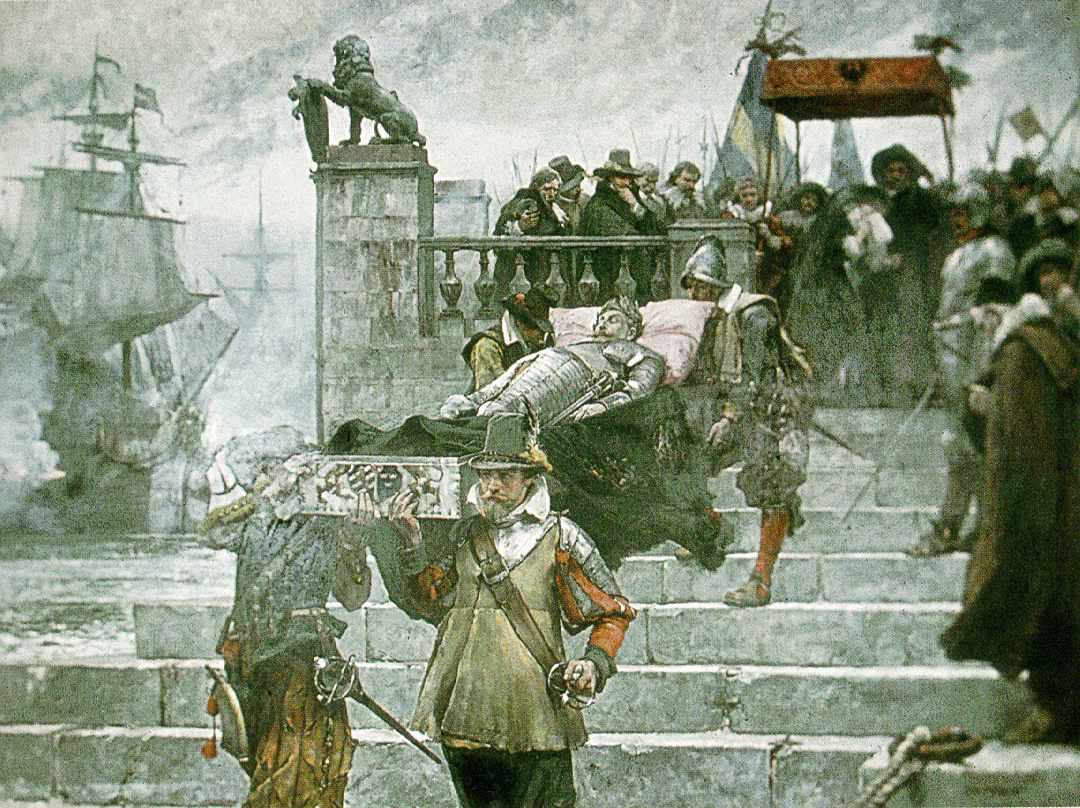
グスタフ2世アドルフの遺体がドイツからスウェーデンへ運ばれる様子を描いた絵画(『Gustaf II. Adolfs lik inskeppas i Wolgasts hamn 1633』、1885年、カール・グスタフ・ヘルクヴィスト作)

そして皇帝軍とのリュッツェンの戦いに挑み戦死、38歳であった。傭兵隊長ベルンハルト・フォン・ザクセン＝ヴァイマルが指揮を引き継いだおかげで戦闘には勝利したスウェーデン軍だが、グスタフ2世の崩御後は三十年戦争の主導権を失ってしまうこととなった（1634年のネルトリンゲンの戦い）。しかしグスタフ2世の築いたスウェーデン軍は、宰相アクセル・オクセンシェルナの指導の下、グスタフ・ホルン、レンナート・トルステンソン、ヨハン・バネール、カール・グスタフ・ウランゲルら優れた将軍を輩出し、三十年戦争を乗り切って行くのである。

## 評価
1617年に身分制議会の出席身分を書いた議会法を公布して貴族・聖職者・市民・農民に固定した。ただ、貴族に対しては官職を与えたり、軍内部で昇進させたり、王領地を譲ったりと権力を強化する代わりに忠誠心を取り付けている。また、銅・鉄・タールなど鉱物資源が取れたため重商主義を採用して外国へ輸出、戦時中はプロイセン船舶関税とフランスからの援助金、ドイツ占領地から略奪免除と引き換えに賠償金を獲得して戦争を遂行していった。1632年にはエストニア公国のタルトゥにアカデミア・グスタヴィアナを設立させている。
崩御後、スウェーデンの勢いは翳り、三十年戦争における主導権を失った。この事は、グスタフ2世アドルフの存在がスウェーデン、ヨーロッパに与えたインパクトがいかに強かったかを証明している。国内においても近代的な改革を各方面で断行した事から、政戦両略の名君と呼んでも差支えがないだろう。
また、軍事においてもグスタフ2世アドルフは革命者であった。オランダで起こった軍事革命を取り入れ、それに影響を受けたドイツ新教軍の軍事体系も加え、スウェーデンの軍事をそれまでと一変させたのである。その成果は三十年戦争で本領を発揮し、皇帝軍の旧態依然とした戦法を打ち砕いた（ただし、その後こうした軍組織や新戦術は皇帝軍にも模倣され、一般化した）。さらにフィンランド人で構成されたハッカペルと呼称された騎兵は勇猛果敢として知られ、三兵戦術と相まって三十年戦争でカトリック軍を恐れさせた。これらの改革によって、グスタフ2世アドルフの時代、スウェーデンは一気に強国へと躍り出たのである。
グスタフ2世アドルフが行った改革の中で特に画期的であったのは傭兵政策であった。グスタフ2世アドルフが即位した時点で国庫の破綻や相次ぐ戦争により国民の不満はすでに限界を迎えていた。徴兵制度による軍隊編成は行き詰まりを見せていたため、グスタフ2世アドルフは徴兵制度に加え、傭兵制度も取り入れた。傭兵軍はイギリス人、スイス人、スコットランド人、ドイツ人、ネーデルラント人、フランス人などで構成された。グスタフ2世アドルフの傭兵軍は人気を博し、グスタフ2世アドルフ死後もスウェーデン軍に雇用された（傭兵政策は、スウェーデンが膨張の極限にまで達した北方戦争期まで行われた）。
グスタフ2世アドルフの崩御後、オクセンシェルナは幼くして女王となったグスタフ2世の娘クリスティーナの摂政としてスウェーデンの国政を握った。彼はフランスを同盟に引き入れて戦争に直接介入させるなど、最終的に三十年戦争を勝利に導いたのである。こうしてグスタフ2世の築き上げた国家は北方の覇権を確立し、バルト帝国が誕生したのである。また、軍事的、政治的のみならず、宗教的にも重要な役割を果たし、一時的ながら三十年戦争期のドイツ・プロテスタント諸侯を統合し、盟主ともなったグスタフ2世アドルフは、近世ヨーロッパ史に最も大きな影響を及ぼした人物の一人としても評価されている。後年、フランス皇帝ナポレオン1世は、グスタフ2世アドルフを歴史上の7人の英雄のうちの1人と称えている。

## ゴート主義
グスタフ2世アドルフが三十年戦争に介入した理由として挙げられているのが「古ゴート主義」である。一般的には、ドイツのプロテスタント守護のための侵攻と言われているが、グスタフ2世の理想は、はるかにそれを上回るものであった。
グスタフ2世が着目したのは、前世紀から提唱されたゴート起源説である。スウェーデン・ヴァーサ家は、ゲルマン民族の大移動でヨーロッパを席巻したゴート人の末裔であるという伝承である。ゴート人は、ヨーロッパ、アジア、アフリカの三大陸を支配したという（この称号に冠された部族は、スヴェーア人、ゴート人、ヴァンダル人でいずれも王号を帯びていた）。この伝承は、スウェーデンでは古来より伝えられ、スウェーデンの建国神話と結びついている。グスタフ2世もこの説を信奉し、自らもそれに倣い、ヨーロッパの支配を目論むのである。グスタフ2世自身、戴冠式時にゴート人征服王ベーリクとして振る舞った。最終的には、神聖ローマ帝国の帝冠も視野に入れていたと言われている。これは汎スウェーデン主義とも呼ばれ、ハプスブルク帝国の世界帝国理念に対抗するものであった。なお、この3部族はいずれも「王」で称されており、「皇帝」ではなかった。これは普遍主義を掲げていても、ローマに由来する皇帝位の不可侵性は否定できず、主義自体は政治理念の元にあったと言える。
遡って、1629年まで続いたポーランドとの戦争（スウェーデン・ポーランド戦争）はグスタフ2世の「古ゴート主義」とポーランドの「共同体主義（コモンウェルス、ポーランド語でRzeczpospolita）」との戦いだったともいえる。この戦争自体は両者痛み分けであったものの、汎スウェーデン主義は同じようにハプスブルク家の世界帝国理念に対抗し、ポーランドのコモンウェルスに相対する「絶対主義（アンシャン・レジーム）」を目指したフランス王国との提携を導き出すことに成功した（1624年の対ハプスブルク同盟及び1631年のベールヴァルデ条約）。
なお、ポーランドのヴァーサ家も同様な古ゴート主義を持ち、称号にもそれは表れていた。ポーランド人独自のサルマタイ人起源説（サルマティズム）が主流ではあったが、一部の解釈が重なる部分もあったからである。ゴート主義自体はヴァーサ家からの影響もあるが、その一部にあたるヴァンダル主義は、元々ポーランド人の間で信じられていたサルマティズムの中の一部分であった。しかしゲルマン主義を基本とするスウェーデンとヴァンダル人をスラヴ系と見なすポーランドでは見解が根本的に異なり、ここでも相容れることはなかった。ヴァンダル主義は、シュラフタなど貴族に土着主義として浸透しているが、選挙王政により王家が外国からも迎えられるポーランドにあっては、国家として政治的理念としての普遍主義が継続的に国策として打ち出されることはなかった。
これはナショナリズムを忌避し、コスモポリタニズムを採るポーランドでは為し様のない政策であったが、一方同じカトリックが主であるオーストリア・スペイン両ハプスブルク家は、普遍主義による政治的理念を持っていた。それはカトリック教会（カトリシズム）と神聖ローマ皇帝の不可侵性を元にした世界帝国理念であった。そしてフランスもまた、神聖ローマ帝国に対する帝国政策を行っていた。それはあくまでもカトリックを主軸としたものだったが、ハプスブルク家排除による神聖ローマ皇帝戴冠による世界帝国理念であった。フランス宰相リシュリューは、国王を選帝侯にすべく画策したが、これはスウェーデン宰相オクセンシェルナもまた画策していたことであった（選帝侯であればローマ王候補となり、ローマ王となればローマ皇帝に即位することも可能となる。ローマ皇帝であることは、あらゆるキリスト教徒の王であると言う普遍主義的、帝国主義的理念から来るものであった。それは王権を超越した帝権を獲得することを意味していた）。こうして普遍主義は、神聖ローマ帝国を舞台とした三十年戦争で相争われるのである。
17世紀初頭のポーランドは、ポーランド王国とリトアニア大公国の同君連合を軸に、ウクライナ、ベラルーシや、バルト・ドイツ人の多いリヴォニア、クールラント等を領土に抱く多民族共同体連邦制で、さらにロシアとスウェーデンを併合することによって巨大な連邦国家を成立させることを画策していた。（それより前の時代にはハンガリーとボヘミアをも視野に入れていた）。そして、これら多くの構成民族からなるシュラフタと呼ばれる貴族・士族階級が平等に国家の構成員として参加し、国王自由選挙で選ばれた国王と、シュラフタの参加する議会によって運営される黄金の自由と呼ばれる選挙君主制、貴族共和制であった（政体においては制限選挙制時代のイギリスやアメリカ合衆国に、民族の扱いについては古代ローマのコスモポリタニズムや、現代のベルギー、スイスなどに共通する点がある）。これらの政体は、今日の現代的政体と完全に一致するものではない。当時の貴族共和制は形式的には君主制であり、全ての共和国国民からなる普通選挙はこの時代では存在していなかった。その中での民主政体に近しいのが当時の貴族共和制であるが、それも現代の民主主義とは一線を画している。言葉通りの貴族による民主主義であり、市民や農民等による階級的差異はこの時代では一般的であった。これらの参政権を有したのがアメリカ合衆国国民であるが、完全民主制に至るのはなお、時を経過しなければならなかった（アメリカ合衆国大統領と、当時の共和国元首である国王の執行権は同等とは言えなかった）。当時の一般国民は身分制度によって自由を制限されていたが、スウェーデンでは、農民は例外的に自由であった。スウェーデンでも、本国とバルト地方やドイツ地方との関係は比較的緩やかで、王権にのみ結び付いているに過ぎなかった。バルト帝国も様々な地域、民族を抱える多民族国家であり、帝国主義的理念を持ちながらも、スウェーデンは、環バルト海を巡る地域独自の伝統、法、習慣を併せ持つ複合的な国家であった。そうした近世国家は、「複合性君主国家」または「コングロマリット国家」であったとも言われている。ともあれ、グスタフ2世のエキセントリックな性格によって、独自の強国主義とも相まって古ゴート主義は、スウェーデン普遍主義として国家・民族的概念として理想化されて行くのである。
これは、当時ヨーロッパで萌芽しつつあったロマン主義から発しプロテスタンティズムによって助長されたスウェーデンの古ゴート主義という「民族主義」とは真っ向から対立するものであった。グスタフ2世の絶対王政に不満を抱くスウェーデン軍人がポーランド側につくケースもしばしば見られた。もっとも戦争で決することの多かった17世紀の国際政治においては君主個人の決断ですばやく行動に移せるグスタフ2世の絶対王政が、国会や元老院における審議を要したポーランドの民主主義（厳密には貴族共和政）よりも有利であったことは明らかで、事実ポーランドはグスタフとの戦争においてその民主政体のゆえにしばしば決断に遅れをとって苦戦することになったのである。それはポーランド・ヴァーサ家が推し進めた対抗宗教改革が、ポーランド、共和国の自由を侵害する他なく、そのことによって、国会は王家との確執を強め、本格的に王権を制限してしまうのである。その結果、周辺国がそれぞれ君主制の強化を開始する中で、ポーランドは時代の逆行に至ってしまうこととなるのである。
スウェーデンは君主制を強化し、軍事、外交を国王の一手に集中させることで帝国主義的膨張を行うことができ、一方のポーランドは貴族であれば民族出自や宗教宗派に拘らずに国政に参加できるというリベラルな点で非常に先進的ではあったが、そのために却って衆愚政治に陥り、一致団結して内憂外患にあたることができなかった（ポーランド王ヴワディスワフ4世も王権強化を図ったが阻止されている）。この結果、君主の権力が弱体化して統治力が低下し、絶対君主制を確立した近隣諸国に対して守勢に立たされることとなる。グスタフ2世は優れた演説と、盟友とも言える宰相オクセンシェルナの補佐、そしてプロテスタント教会との結び付きによって王権を強化し、絶対王政の基礎を確立し、絶対君主制への道を切り開いて行くのである。
同じヴァーサ家の王を戴きながらも、王位は同一王朝の世襲による絶対王政・民族主義のスウェーデンと、選挙王政・貴族共和政・多民族連邦主義をとるポーランドとは、その政治思想も大きく異なり相容れなかった。とは言えスウェーデンもこの時代は、絶対君主制を確立させておらず、この後も幼君が続いたこともあり、貴族勢力の介在によって大国の威信が揺らぐこともあった。スウェーデンが王権を確立し絶対君主制を完成させるのは、17世紀後半のこととなる。これはグスタフ2世の時代にあっては、未だ王権が制限されていたことを意味する。スウェーデンは、カール11世の治世下で絶対王政を1682年に確立させるが、王権の絶対性が法的に決議されるのは1693年のことであった。決議するのは国王ではなく、議会であり、王国参事会であり法的に決議されるまでは、この状態が継続して行くこととなる。王権が拡大して行く17世紀にあっても国王は、身分制議会での演説や提議を行わなくては政策を実行することはできなかった。しかし議会そのものは絶対君主制下でも存在していた。スウェーデンの王権理念は法と人民に拘束されるものであり、「立憲主義」的でもあった。また、グスタフ2世の即位憲章では、王権を制限し、王国参事会の影響力を強めている内容であり、先王カール9世の時代に王権が拡大傾向にあったのに対して抑止する内容となっている。これは貴族や軍人に王権に対する警戒や不満があったことを意味し、以後も王権拡大を巡る君主と議会の対立は、完全に立憲君主制となる19世紀初頭まで続けられて行くこととなる。しかし17世紀にあっては、いずれのヨーロッパ諸国も君主制の強化を目指していた時代でもあった。この統治制度は、国家を強化し国内の統制をはかることで独立を維持し、大国時代をもたらしたと言える。この統治制度を1665年（法規定）に確立させたデンマークは小国に転落しながらも独立を維持し、18世紀以降の五大国はイギリスを除いていずれも絶対君主制国家であった。18世紀に大北方戦争に敗れたスウェーデンは、事実上の立憲君主制となり、1790年の絶対君主制復活までは列強諸国の影響力の下に晒され、元より時代的に先駆的な民主主義国家ポーランド＝リトアニア共和国は、ポーランド継承戦争を通じて列強諸国の緩衝国となり、最終的には分割され、独立そのものを失うのである。
これらのことは、近世において近代化を目指す諸国家との競合に打ち勝つためのものであった。上からの改革により迅速に円滑に改革を推進し、国家の中央集権化及び制度的刷新を行い、上流階級による国家権力縮小を阻み、国家の貧困化と弱体化から守ることがその目的であった。それはまた、強国との生き残りをかけた壮絶な戦いでもあった。「絶対主義」はそのための手段でもあったと言えるが、その制度は「社団」なしには成立し得なかった。一方、貴族共和制は、内政こそ重視するものの、強国主義を廃し、貴族や支配階層の自由や特権を堅持し、君主制の強化及び軍事的刷新を拒絶し、諸国家の目指す近代化政策から取り残された末、国威と国力の低下に至り国家の解体が進行し、強国の草刈場と化すのである。結果、前者こそが絶対主義の形態を完全に体現し得たフランス王国であり、貴族共和国はまさにそれ故に後者を選択してしまったと言える。これは貴族共和国の主幹をなす「黄金の自由」と「サルマティズム」が時代の推移に符合せず、却って中央権力の弱体化と自衛能力の衰退をもたらして行った要因であったと言える。この両者を折衷し、二つの革命を17世紀に体験したイギリスは、フランスに対抗し得る新たな国家制度を築いて行くのである。貴族共和制は結局の処、近代に至る時期に全て独立を喪失し、消滅する運命を辿るのである（しかしこれは、性善説に基づくもので、絶対主義ですら18世紀後半のアメリカ独立革命、フランス革命を経て、その限界は明らかとなるのであるが、これは後世の話である。しかし、この性善説と言う概念で見れば、貴族共和制も民主主義と言う立場からすれば素晴らしき政体であった。しかし時代の趨勢がそれを許さなかったのである）。
要するに君主制であれ、共和制であれ、いずれかの国家独占が敷かれることによる国家理性が貫かれてこそ近代国家が生まれたと言える。それはドイツ三十年戦争を通じて生まれて来た「国家」と言うシステムであった。公権力と言う歴史的組織形態が「国家」であり、例外を除けば「絶対主義」を採用したことで始まったと言える。その三十年戦争の結果、ヴァーサ家、ブルボン家、ハプスブルク家の新旧普遍主義は、最終的に葬り去られてしまったと言えるが、それ故に「国家の形成」（絶対主義体制）のための戦争であったとも言え、諸国家のナショナリズムの誕生と形成に影響を与えて行くこととなる。それは、グスタフ2世の政策が半ば成功し、半ば破綻したことを意味していた。スウェーデンの強大化に貢献したとも言える普遍主義だったが、結果的に破綻し、特定地域に限定されてしまった一因は、皮肉にもグスタフ2世唯一の娘であり、スウェーデン・ヴァーサ家最後の継承者であるクリスティーナ女王であった。
グスタフ2世の死後、宰相オクセンシェルナがその政策を引き継ぎ、クリスティーナ女王にスウェーデン普遍主義の理想を重ね合わせたが、女王はその理想よりもキリスト教徒の和解と統一の理想を掲げ、古ゴート主義は三十年戦争の終結と共に事実上終焉した。とはいえ、ゴート主義はスウェーデンがバルト海一帯を支配するバルト帝国の維持にその正当性を持たせている。
グスタフ2世は汎スウェーデン主義に則り、「スヴェーア人、ゴート人、ヴァンダル人の王」（Suecorm, Gothorum, et Vandalorum regen）を自称し、さらにフィンランド大公を兼任した。なおこの称号は、クリスティーナにも引き継がれた。